# Waterloo (album)
Waterloo je druhé studiové album švédské hudební skupiny ABBA, vydané 4. března 1974 ve Švédsku. S titulní skladbou Waterloo vyhrála kapela Eurovision Song Contest v roce 1974. Na kompaktním disku album poprvé vyšlo ve Švédsku v roce 1988, Západním Německu v roce 1990 a později v dalších zemích. Celkově bylo třikrát digitálně remasterováno, a to v letech 1997, 2001 a 2005, tehdy jako součást box setu The Complete Studio Recordings. K 30. výročí vydání a výhry v soutěži Eurovize bylo také uvolněno v roce 2004.
Původní album vydané labelem Polar Music v roce 1974 začínalo švédskou verzí písně Waterloo a anglická verze desku uzavírala.
Ve Spojených státech album vyšlo u Atlantic Records v roce 1974 zakončené remixem Ring Ring.
Oficiální vydání ve Spojeném království, Irsku a několika dalších evropských zemích obsahovalo navíc skladbu Ring Ring jako šestou píseň strany B.
Waterloo dosáhlo první pozice ve Švédsku a Norsku. Ve Spolkové republice Německo získalo roku 2004 platinovou desku.
Jednalo se o první album skupiny masivně rozšířené mimo skandinávské země.

## Seznam skladeb na LP
Všechny písně napsali a složili Benny Andersson & Björn Ulvaeus.
Strana A
1. Waterloo (švédská verze) - 2:45
2. Sitting in the Palmtree - 3:39
3. King Kong Song - 3:14
4. Hasta Mañana - 3:05
5. My Mama Said - 3:14
6. Dance (While The Music Still Goes On) – 3:05

Strana B
1. Honey, Honey – 2:55
2. Watch Out – 3:46
3. What About Livingstone? – 2:54
4. Gonna Sing You My Lovesong – 3:35
5. Suzy-Hang-Around – 3:11
6. Waterloo (anglická verze) - 2:46

(P) 1974 Polar Music International AB, Stockholm
- Originální vydání alba Waterloo v roce 1974 u Polaru.
- Spolupráce na textech k písním "Waterloo (švédská + anglická verze)", "Hasta Maňana" a "Honey, Honey" Stig Anderson.

## Další vydání CD a bonusové skladby
Waterloo bylo remasterováno a vydáno v roce 1997 ve stejném složení skladeb. Polydor vyměnil na CD v roce 1990 pořadí skladeb Watch Out a What About Livingstone?. Roku 1997 remasterované album obsahovalo také tuto změnu.
Waterloo bylo remasterováno a vydáno v roce 2001 se třemi bonusy:
1. Ring Ring (1974 remix, singlová verze) (B. Andersson, S. Anderson, B. Ulvaeus, Neil Sedaka, Phil Cody) - 3:06
2. Waterloo (švédská verze) (B. Andersson, S. Anderson, B. Ulvaeus) - 2:45
3. Honey, Honey (švédská verze) (B. Andersson, S. Anderson, B. Ulvaeus) - 2:59

Waterloo - 30th Anniversary Edition obsahovalo několik bonusů a DVD včetně následujících skladeb:
1. Ring, Ring (americký remix 1974) (B. Andersson, S. Anderson, B. Ulvaeus, N. Sedaka, P. Cody) - 3:06
2. Waterloo (švédská verze) (B. Andersson, S. Anderson, B. Ulvaeus) - 2:45
3. Honey, Honey (švédská verze) (B. Andersson, S. Anderson, B. Ulvaeus) 2:59
4. Waterloo (německá verze) (B. Andersson, S. Anderson, B. Ulvaeus, překlad do němčiny: Gerd Müller-Schwanke) 2:44
5. Waterloo (francouzská verze) (B. Andersson, S. Anderson, B. Ulvaeus, překlad do francouzštiny: Alain Boublil) 2:42

- DVD následující videoklipy:

1. Waterloo (Eurovison Song Contest, BBC) 3:56
2. Waterloo (Melodifestivalen SVT) 2:56
3. Honey, Honey (Star Parade, ZDF) 3:19
4. Hasta Mañana (Señoras Y Señores, RTVE) 3:05

Waterloo bylo remasterováno a vydáno v roce 2005 jako součást box setu The Complete Studio Recordings s několika bonusy:
1. Ring, Ring (americký remix 1974) (B. Andersson, S. Anderson, B. Ulvaeus, N. Sedaka, P. Cody) – 3:06
2. Waterloo (švédská verze) (B. Andersson, S. Anderson, B. Ulvaeus) – 2:45
3. Honey, Honey (švédská verze) (B. Andersson, S. Anderson, B. Ulvaeus) – 2:59
4. Waterloo (německá verze) (B. Andersson, S. Anderson, B. Ulvaeus, překlad do němčiny: Gerd Müller-Schwanke) – 2:44
5. Hasta Mañana (španělská verze) (B. Andersson, S. Anderson, B. Ulvaeus, překlad do španělštiny: Buddy McCluskey, Mary McCluskey) – 3:09
6. Ring Ring (1974 remix, singlová verze) (B. Andersson, S. Anderson, B. Ulvaeus, N. Sedaka, P. Cody) – 3:10
7. Waterloo (francouzská verze) (B. Andersson, S. Anderson, B. Ulvaeus, překlad do francouzštiny: Alain Boublil) – 2:42

Waterloo bylo vydáno v roce 2008 jako součást box setu The Albums, ovšem bez bonusových skladeb .

## Singly
Z alba pocházejí tři singly:
1. Waterloo/Watch Out (březen 1974)
2. Honey Honey/King Kong Song (duben 1974)
3. Hasta Mañana/Watch Out (říjen 1974)

## Obsazení
ABBA
- Benny Andersson – klavír, klávesové nástroje, zpěv, mellotron
- Agnetha Fältskog – zpěv
- Anni-Frid Lyngstadová – zpěv
- Björn Ulvaeus – akustická kytara, kytara, zpěv

Další obsazení
- Ola Brunkert – bubny
- Christer Eklund – saxofon
- Malando Gassama – perkuse, konga
- Rutger Gunnarsson – basová kytara
- Per Sahlberg – basová kytara
- Janne Schaffer – kytara
- Sven-Olof Walldoff – smyčcové nástroje

## Produkce
- produkce: Benny Andersson & Björn Ulvaeus
- aranžmá: Benny Andersson & Björn Ulvaeus
- inženýr: Michael B. Tretow
- fotografka: Ola Lager
- obal: Ron Spaulding
- Remastering 1997 provedli Jon Astley a Tim Young spolu s Michaelem B. Tretowem
- Remastering 2001 provedli Jon Astley s Michaelem B. Tretowem
- Remastering 2005 provedl ve Studiu Recordings Box Set Henrik Jonsson

## Nahrávky
Album
| Rok  | Hitparáda/Země    | Pořadí |
| ---- | ----------------- | ------ |
| 1974 | UK Album Chart    | 28     |
| 1974 | The Billboard 200 | 145    |
| 1974 | Norsko            | 1      |
| 1974 | Německá hitparáda | 6      |
| 1974 | Švédsko           | 1      |
| 1976 | Austrálie         | 18     |
| 1976 | Nový Zéland       | 38     |

Singly - Evropa
| Rok  | Singl                  | Hitparáda        | Pořadí |
| ---- | ---------------------- | ---------------- | ------ |
| 1974 | Waterloo               | UK Singles Chart | 1      |
| 1974 | Ring Ring (1974 Remix) | UK Singles Chart | 32     |
| 1974 | Waterloo               | Norská hitparáda | 1      |

Singly - Severní Amerika
| Rok  | Singl        | Hitparáda                           | Pořadí |
| ---- | ------------ | ----------------------------------- | ------ |
| 1974 | Waterloo     | Billboard Hot 100 - USA             | 6      |
| 1974 | Waterloo     | RPM Top Singles Chart - Kanada      | 7      |
| 1974 | Honey, Honey | Billboard Hot 100                   | 27     |
| 1974 | Honey, Honey | Billboard Easy Listening (AC) Chart | 27     |
| 1974 | Honey, Honey | RPM Top Singles Chart               | 18     |
| 1974 | Honey, Honey | RPM Pop Music Playlist              | 8      |